# Bramhadevarahalli, Turuvekere
Bramhadevarahalli là một làng thuộc tehsil Turuvekere, huyện Tumkur, bang Karnataka, Ấn Độ.